# Christian Troger

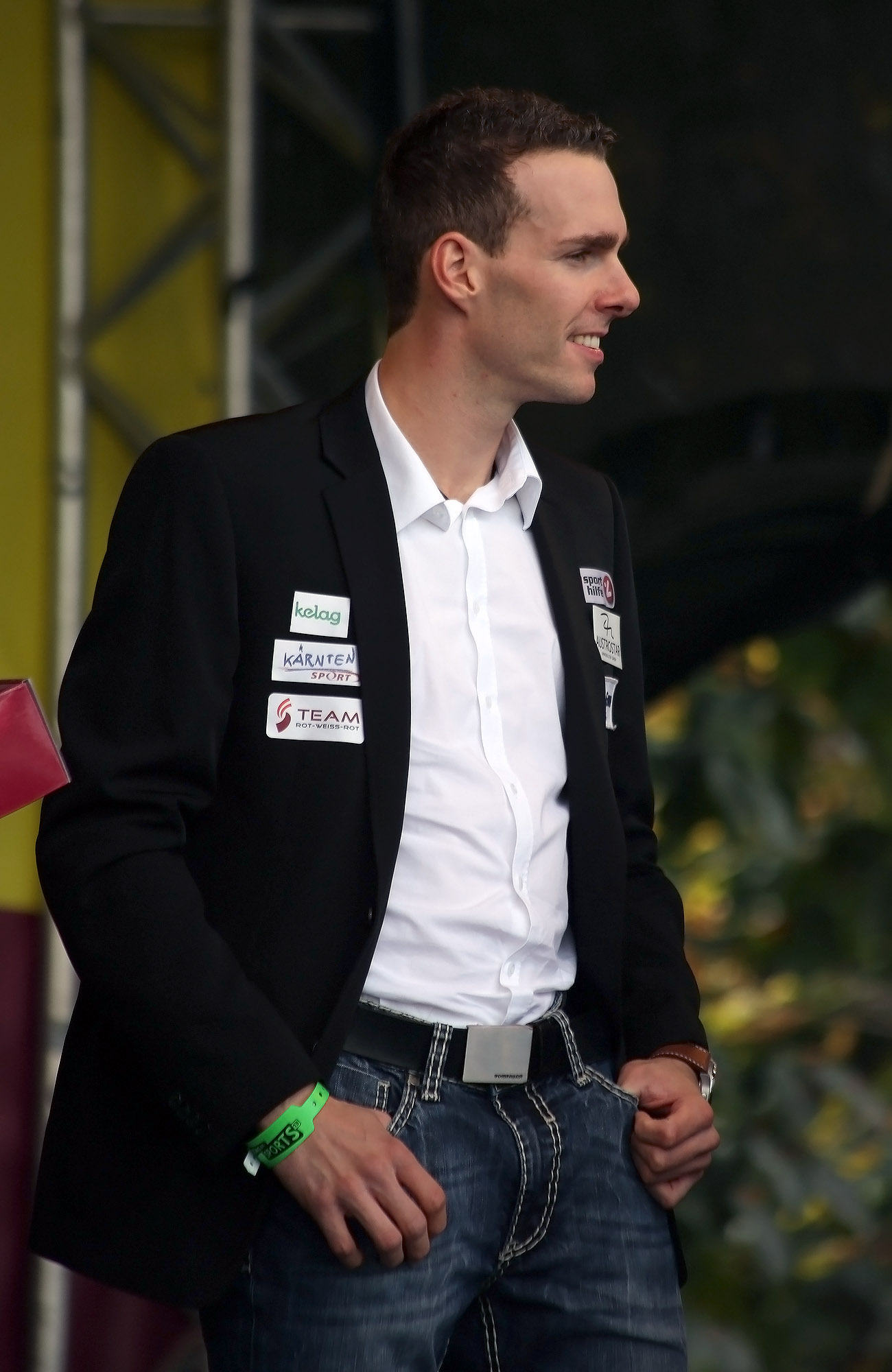
Christian Troger (2013)

Christian Troger (* 8. Oktober 1983 in Spittal an der Drau) ist ein ehemaliger österreichischer Paratriathlet, Buchautor und Motivationsredner.

## Werdegang
Christian Troger wurde ohne linkes Bein und linker Hüftpfanne geboren und begann im Alter von 24 Jahren mit Triathlon. Bis zu diesem Zeitpunkt hatte Sport keine große Rolle in seinem Leben gespielt: Er lebte ungesund, war Kettenraucher und ließ keine Party aus. Als Zuschauer bei einem Ironman faszinierten ihn die Leistungen der Athleten so sehr, dass er sich das Ziel setzte, erfolgreich an einem solchen Wettkampf teilzunehmen. 2011 schaffte es Troger, den Ironman Austria erfolgreich zu beenden.
Im Jahr 2012 startete er erstmals international bei Paratriathlon-Wettkämpfen und beendete die Saison mit zwei WM-Titeln (Triathlon Langdistanz, Duathlon Sprintdistanz), einem EM-Titel (Crosstriathlon) und einem 2. Platz bei der Triathlon-Sprintdistanz Europameisterschaft.
In den darauf folgenden Jahren gelangen Troger weitere Erfolge. Bei Wettkämpfen der International Triathlon Union (ITU) und European Triathlon Union (ETU) startete er in der Paratriathlon-Klasse PT2.
Im Mai 2016 gab Troger seinen Rücktritt vom aktiven Leistungssport bekannt. Troger wurde vom österreichischen Triathleten und Olympiateilnehmer Norbert Domnik trainiert. Zusätzlich zu seinen sportlichen Aktivitäten engagiert sich Troger noch heute als Motivationsredner für Unternehmen.
Im Juli 2015 veröffentlichte er sein erstes Buch mit dem Titel „Geht nicht - läuft! Mein Triathlon ins Leben“, das als autobiografischer Ratgeber vermarktet wurde. Christian Troger lebt in Seeboden am Millstätter See.

## Sportliche Erfolge
3-facher Weltmeister
- ITU Langdistanz Triathlon Weltmeisterschaft 2012 in Vitoria-Gasteiz, Spanien[5]
- ITU Sprintdistanz Duathlon Weltmeisterschaft 2012 in Nancy, Frankreich[6]
- ITU Langdistanz Triathlon Weltmeisterschaft 2015 in Motala, Schweden[7]

5-facher Europameister
- ETU Crosstriathlon Europameisterschaft 2012 in Den Haag, Niederlande[8]
- ETU Crosstriathlon Europameisterschaft 2013 in Strobl am Wolfgangsee, Österreich[9]
- ETU Sprintdistanz Duathlon Europameisterschaft 2014 in Horst, Niederlande[10]
- ETU Mitteldistanz Triathlon Europameisterschaft 2014 in Mallorca, Spanien[11]
- ETU Mitteldistanz Triathlon Europameisterschaft 2015 in Rimini, Italien[12]

Vizeweltmeister
- ITU Crosstriathlon Weltmeisterschaft 2014 in Zittau, Deutschland[13]

Vizeeuropameister
- ETU Sprintdistanz Triathlon Europameisterschaft 2012 in Eilat, Israel[14]

WM-Bronze
- ITU Aquathlon Weltmeisterschaft 2013 in London, Vereinigtes Königreich[15]

2. Platz
- ITU Paratriathlon Event 2014 in Magog, Kanada[16]

## Auszeichnungen
- 2012: Kärntner Behindertensportler des Jahres
- 2013: Ehrenzeichen des Landes Kärnten
- 2013: Goldenes Ehrenzeichen für Verdienste um die Republik Österreich
- 2015: Kärntner Behindertensportler des Jahres

## Schriften
- Christian Troger: Geht nicht – läuft! Mein Triathlon ins Leben – ein autobiografischer Ratgeber (Mit einem Vorwort von Franz Klammer). ISBN 978-3-200-04185-1